# 12-es busz (Tatabánya)
A tatabányai 12-es jelzésű autóbusz az Omega Park és a Környei úti forduló között közlekedik hétköznap esténként és hétvégén a 2-es busz helyett. A vonalat a T-Busz Tatabányai Közlekedési Kft. üzemelteti.

## Története
Tatabánya önkormányzata 2025. június 4-én tartott lakossági fórumot a szeptemberben bevezésre szánt menetrend módosításokkal kapcsolatban, amely több vonalat, köztük a 2-es buszt is érintette. A tervezetben a 2-es busz útvonalát módosították volna, nem érintette volna a Milleniumi lakóparkot, ami ellen az ott lakók fel is szólaltak a fórumon.
Az önkormányzat elé a június 19-ei ülésre a T-Busz módosított tervezetet nyújtott be, amiben a 2-es busz munkanapokon este 19-ig közlekedik, mellé új járat indul az eredeti tervezet útvonal kis módosításával, ami már érinti a Milleniumi lakóparkot. A tervezet ezen pontját az önkormányzat elfogadta, így létrejött a 12-es jelzésű busz.
A buszvonallal először 2025. szeptember 1-jén lehet utazni.

## Útvonala
| Környei úti forduló felé | Omega Park felé |
| --- | --- |
| Omega Park (2) – Bárdos László utca – Összekötő út – Sárberki lakótelep – Ifjúság utca – Mártírok útja – Fő tér – Komáromi út – Álmos vezér utca – Mozdony utca – Jedlik Ányos utca – Autóbusz-állomás (22) – Jedlik Ányos utca – Ond vezér út – Győri út – Töhötöm vezér utca – Győri út – Rákóczi Ferenc út – Erdész utca – Réti utca – Dózsa György út – Dankó Pista utca – Környei út – Környei úti forduló | Környei úti forduló – Környei út – Dankó Pista utca – Dózsa György út – Réti utca – Erdész utca – Rákóczi Ferenc út – Győri út – Töhötöm vezér utca – Győri út – Ond vezér utca – Jedlik Ányos utca – Autóbusz-állomás (19) – Jedlik Ányos utca – Mozdony utca – Álmos vezér utca – Komáromi utca – Fő tér – Mártírok útja – Ifjúság utca – Sárberki lakótelep – Összekötő út – Bárdos László utca – Omega Park (4) |

## Megállóhelyei
| 0  | 0  | Omega Park végállomás           | 27 | 24 | 1, 1G, 2, 4, 4E, 5, 5P, 6, 10, 11, 15, 16, 52I, 55 8410, 8442 |
| ∫  | ∫  | Összekötő út                    | 25 | 23 | 2, 5, 5P, 6, 15, 16, 52I, 59, 59I 822, 823, 824, 8406, 8410, 8423, 8432, 8435, 8436, 8437, 8442, 8443, 8472 |
| 3  | 2  | Sárberki lakótelep, bejárati út | ∫  | ∫  | 2, 8S, 9, 9D, 52, 52I, 59, 59I |
| 4  | 3  | Sárberki lakótelep              | 23 | 21 | 2, 8S, 9, 9D, 52I, 59, 59I 8443 |
| 7  | 6  | Ifjúság út                      | 20 | 18 | 2, 3, 3A, 3G, 3L, 6, 9, 9D, 10, 16, 38, 38G, 52I, 53, 53B, 57, 59B, 59I, 70 8443 |
| 8  | 7  | Mártírok útja                   | 19 | 17 | 2, 3, 3A, 3G, 3L, 6, 9, 9D, 10, 16, 38, 38G, 52I, 53, 53B, 57, 59B, 59I, 70 8443 |
| 10 | 8  | Fő tér                          | 17 | 16 | 2, 3, 3A, 3G, 3L, 6, 9, 9D, 10, 16, 38, 38G, 52I, 53, 53B, 57, 59B, 59I, 70 8443 |
| 11 | 9  | Álmos vezér utca                | ʃ  | ʃ  | 6, 9, 9D, 10, 53I, 59B, 70 |
| 13 | 11 | Autóbusz-állomás                | 14 | 13 | 1, 1G, 2, 5, 5P, 6, 9, 9D, 10, 11, 15, 16, 26, 26R, 50, 55, 57, 70 770, 804, 814, 822, 823, 824, 8400, 8402, 8403, 8406, 8410, 8423, 8432, 8435, 8436, 8437, 8441, 8442, 8462, 8463, 8464, 8465, 8466, 8467, 8472, 8479 1758, 1824, 1841, 1842, 1843, 1845, 1846, 1848, 1850, 1851 S10 G10 S12 IC, EC, EN, gyorsvonat, expresszvonat, |
| 15 | 13 | Piac tér                        | 12 | 11 | 2, 5P, 10, 11, 15, 38, 38G, 55, 57 804, 8400, 8462, 8463, 8465, 8466, 8467 |
| 16 | 14 | Töhötöm vezér utca              | 11 | 10 | 2, 3, 3A, 3G, 3L, 5P, 10, 11, 15, 38, 38G, 53, 53B, 53I, 57 804, 8400, 8462, 8463, 8465, 8466, 8467 |
| 19 | 17 | Mentőállomás                    | 8  | 7  | 8, 8L, 8S, 11, 18, 38, 38G, 51B, 52I, 59, 59B |
| 20 | 18 | Millennium lakópark             | 7  | 6  | 2, 8, 8L, 8S, 9D, 18, 26, 26R, 38, 38G, 51B, 52I, 59, 59B, 59I |
| 21 | 19 | Bánki Donát iskola              | 6  | 5  | 2, 8, 8L, 8S, 9D, 18, 26, 26R, 38, 38G, 51B, 52I, 59, 59B, 59I |
| 22 | 20 | Madách Imre utca                | 5  | 4  | 1, 1G, 2, 6, 9, 9D, 11, 16, 26, 26R, 50, 51B, 52I, 57, 59I 8443 |
| 24 | 21 | Kertvárosi elágazás             | 3  | 2  | 2, 4, 4E, 9, 9D, 50, 51, 57, 59I 770, 823, 8402, 8403, 8441, 8442, 8443, 8460, 8462, 8463, 8464, 8465, 8466, 8467 1702, 1841, 1845, 1851 |
| 26 | 23 | Bánhida, vasúti megállóhely     | 1  | 1  | 2, 4E 770, 823, 8441, 8442, 8443, 8460, 8462, 8463, 8464, 8465, 8466, 8467 1702, 1841, 1845, 1851 S12 |
| 27 | 24 | Környei úti forduló végállomás  | 0  | 0  | 2, 4E 770, 823, 8441, 8442, 8443, 8460, 8462, 8463, 8465, 8466, 8467 1702, 1841, 1845, 1851 |